# Втрачене мистецтво поту на лобі
Втрачене мистецтво поту на лобі (англ. The Lost Art of Forehead Sweat) — 4-й епізод одинадцятого сезону серіалу «Цілком таємно». Прем'єра в мережі «Фокс» відбулася 24 січня 2018 року. Під час початкового ефіру в США його переглянули 3.87 мільйона глядачів.

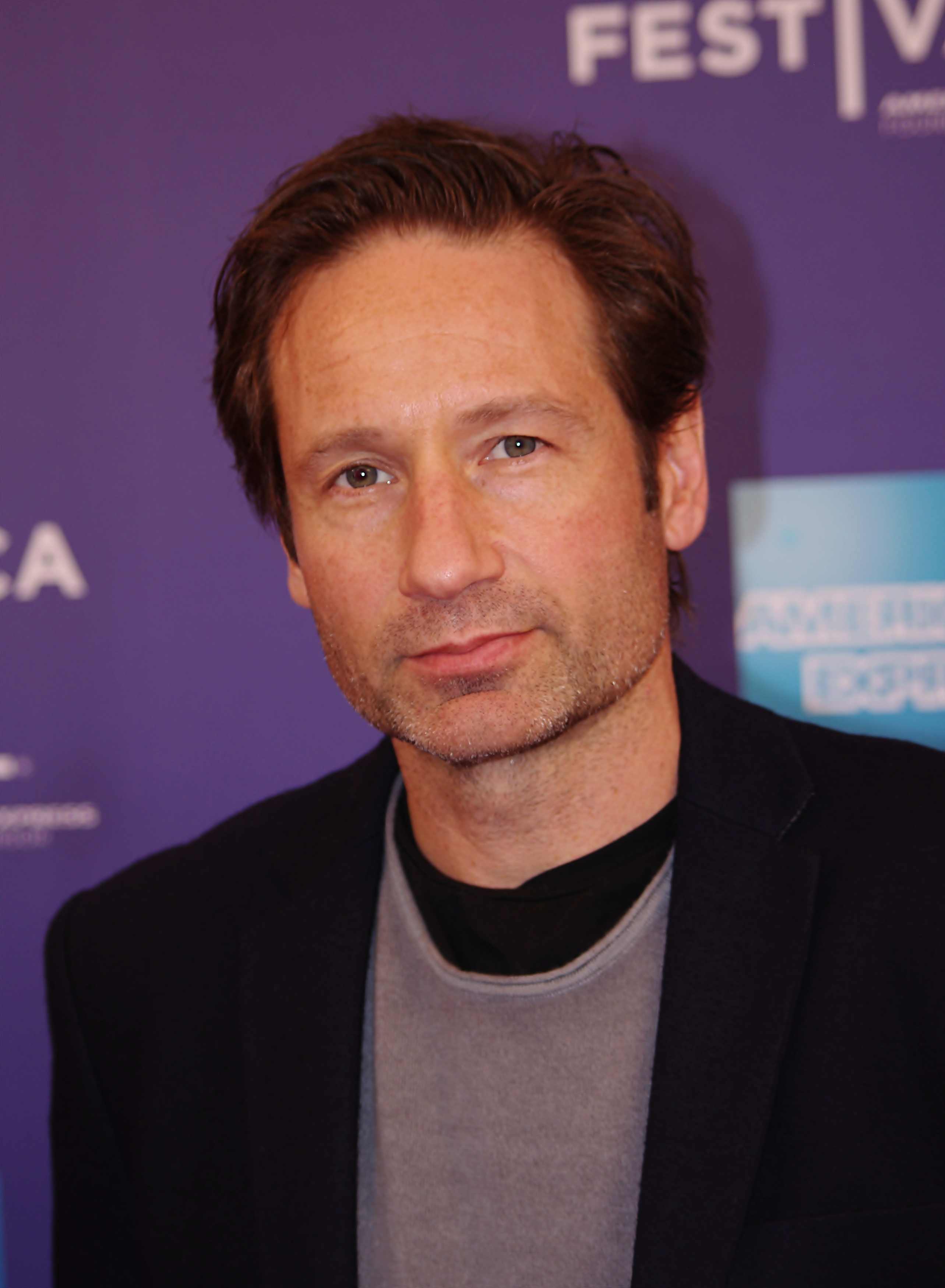

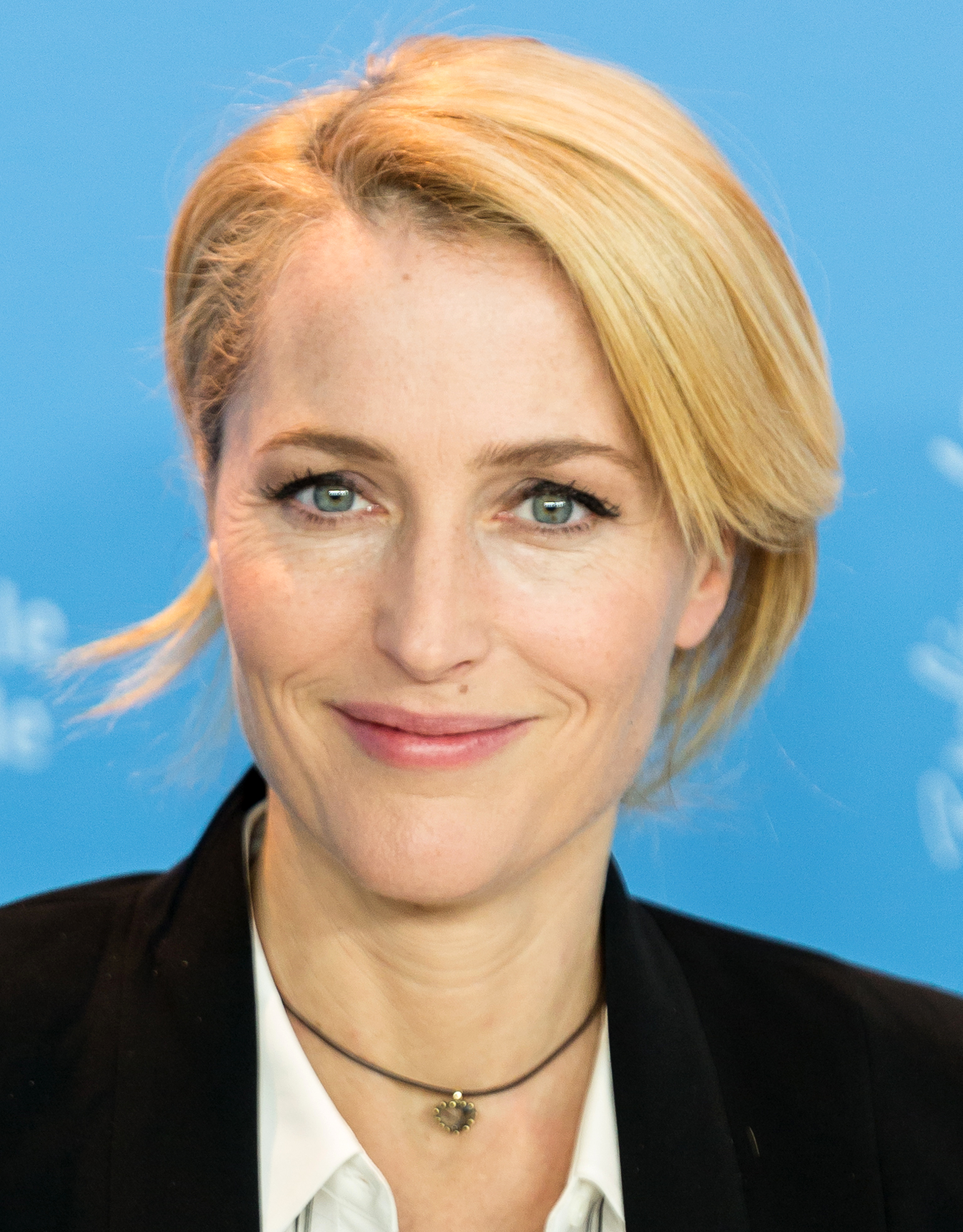

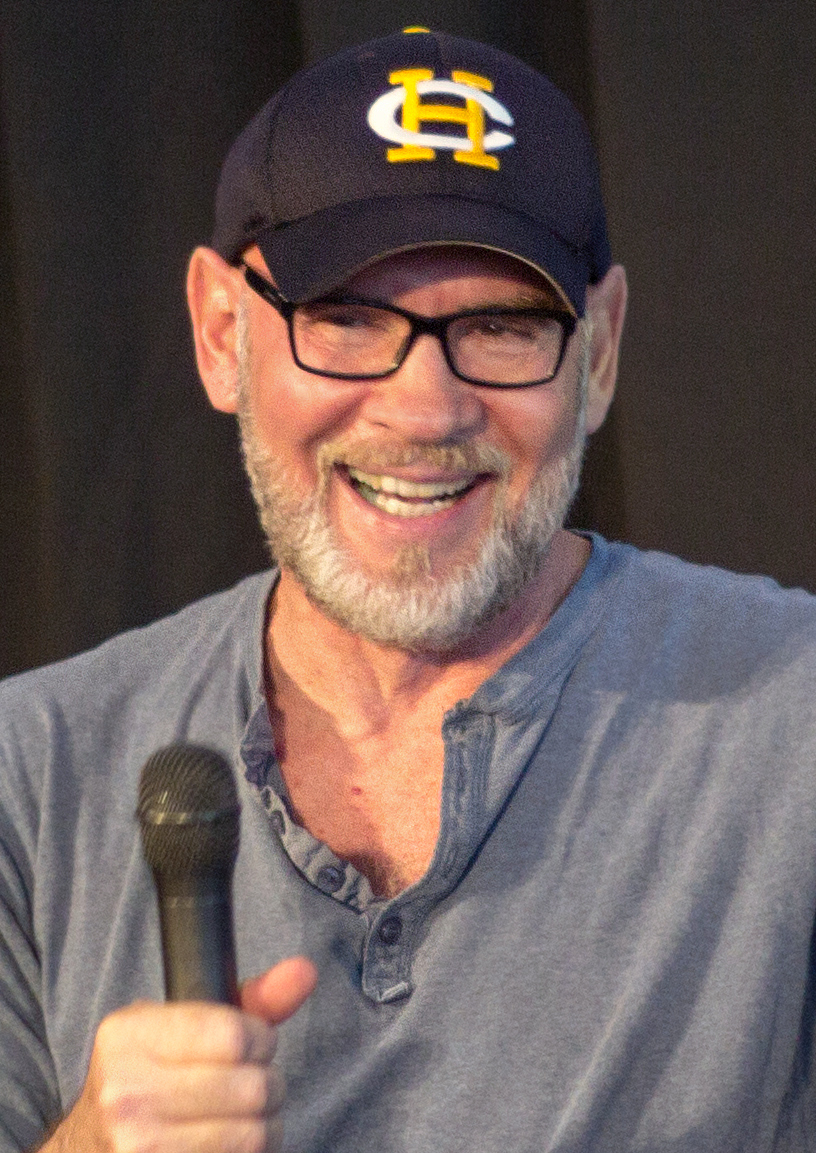

Фокс Малдер та Дейна Скаллі зіткнулися з ефектом Мандели, за яким люди пам'ятають хибні та перекручені спогади. Таким чином спеціальні агенти дізнаються альтернативну історію виникнення відділу з грифом «X».

## Зміст
Істина за межами досяжного?
Чоловік в кав'ярні торочить нісенітниці про марсіян. Кельнер сам виявляється прибульцем.
Малдер повертається додому з полювання на єті і після телефонної розмови зі Скаллі виявляє на вікні умовний знак у вигляді літери X. На підземному паркуванні він зустрічає незнайомця, який намагається переконати Малдера в тому, що уряд маніпулює свідомістю людей і впливає на їх спогади. Він наводить приклад того, що першою серією популярного серіалу «Сутінкова зона», яку Малдер подивився в дитинстві, був «Загублений марсіанин», хоча насправді такої серії не існує. Незнайомець також зустрічається з агентом Скаллі і дає пакунок желе зі своїми відбитками пальців, але їй не вдається встановити його особистість.
Малдер і Скаллі обговорюють ефект Мандели: помилкові спогади про події, яких ніколи не було. Під час нової зустрічі з агентами незнайомець називає себе Реджі. Він розповідає, що під час вторгнення США на Гренаду був студентом-медиком у лікарні, куди привезли інопланетянина з літаючої тарілки, яка зазнала аварії біля берегів Гренади. Ставши свідком захоплення прибульця агентами спецслужб, Реджі вирішує кинути вчитися на лікаря, приходить до ФБР і стає засновником відділу «Секретних матеріалів», а згодом є напарником Малдера та Скаллі. Так, він присутній у підвальному офісі «X-Files» 1993 року, коли там вперше з'являється Скаллі, та згадує інші яскраві моменти спільної роботи.
Реджі заявляє, що організатором системи маніпулювання колективної пам'яті є доктор Вони. Малдер зустрічається з ним у громадському парку. Лікар пояснює, що Малдеру прийшов кінець: час, коли можновладці за будь-яку ціну прагнули зберігати свої секрети в таємниці, закінчився. За словами Вони, у відкритому постконспірологічному суспільстві всім начхати на істину, оскільки більше ніхто не бачить різницю між правдою та фальшивкою. Кожен може вірити, у що хоче, й всі так і роблять.
Скаллі вдається встановити особу Реджі, який має прізвище Мергатроід. Після школи Реджі записався до армії та брав участь у вторгненні на Гренаду, де отримав від супротивника удар по голові лопатою. Після звільнення з військової служби він займався бюрократичною роботою в різних федеральних агентствах — у тому числі в Поштовій службі США, Податковому управлінні, Комісії з цінних паперів та бірж, ЦРУ, Пентагоні та АНБ. Рік тому після нервового зриву Реджі помістили до психіатричної лікарні, звідки він втік. За словами Малдера, Реджі, використовуючи інформацію з незаконного прослуховування, занурився в ілюзії і уявив себе частиною команди, яка все ще бореться за істину та справедливість.
По Реджі приїжджає карета медичної допомоги. Він згадує про свою останню спільну справу з Малдером і Скаллі. Прибулець доставляє на землю уламки космічного апарата "Вояджер ", у тому числі золоті диски. Міжгалактичний посланник, схожий голосом і манерою вимови на Дональда Трампа, повідомляє, що після багатьох років досліджень інопланетяни вирішили більше не контактувати із землянами, а також мають намір припиняти їхні спроби проникнути в далекий космос. Для цього буде побудовано невидиму електромагнітну стіну, яка руйнуватиме будь-який апарат, надісланий за межі Сонячної системи. Він дає Малдеру книгу під назвою «Відповіді на всі запитання» та бажає агентам удачі. Малдер усвідомлює, що «Секретним матеріалам» кінець: прибульці дали відповіді на всі питання, у тому числі і про єті. Він упускає книгу і в розпачі падає на землю.
В даний час Реджі відвозять назад до психлікарні. На подив Малдера і Скаллі, Волтер Скіннер впізнає Реджі і запитує, куди його забрали.
Малдер і Скаллі дивляться вдома серію «Зниклий марсіанин», яка виявилася не з серіалу «Сутінкова зона», а з його дешевої імітації. Скаллі збирається приступити до поїдання желе, але потім зупиняється і вимовляє: «Хочу пам'ятати, як це все було».

## Зйомки
Автором сценарію та режисером-постановником став Дерін Морган. Серія присвячена теорії змови, підробленим новинам і містить безліч посилань до інших серій, а також ряду серіалів, таких як «Сутінкова зона». Для зйомок у цій серії був запрошений актор Браян Гаскі, відомий завдяки серіалу «Люди Землі», він виконав роль Реджі, агента ФБР, посвідчення якого можна побачити в початкових титрах попередньої серії. Про його участь в зйомках стало відомо у вересні 2017 року завдяки фотографії, розміщеної Джилліан Андерсон на своїй сторінці. Для того щоб зробити історію Реджі правдоподібною, його персонаж був доданий до ряду оригінальних серій — «Тумс», «Останній відпочинок Клайда Бракмана», «Тезо-дос-Бихос», «Будинок», «Нікчема», «Незвичайні підозрювані». Зйомка зустрічі Малдера та доктора Вони проходили в «Лабіринті сміху» у Ванкувері.
Постановник епізоду Морган нарікав на те, що в нього знову виникали складнощі: чомусь його вибір актора не схвалювало керівництво. Він також був упевнений, що подібна ситуація повториться ще неодноразово. На думку режисера, епізод може змусити глядача поринути у ностальгію. Знаючи, що Джилліан Андерсон оголосила про свій відхід, а Кріс Картер заявив, що без неї не буде «Секретних матеріалів», Морган знімав три свої останні епізоди, враховуючи, що вони можуть виявитися останніми для нього.
Девід Духовни добре відгукувався про роботу з Морганом, вважаючи його персонажів цікавими, а самого режисера талановитим сценаристом і постановником. Для виконання епізодичної ролі доктора Они Морган запросив Стюарта Марголіна, чиєю роботою залишився дуже задоволений. Ідея запровадити третього члена команди прийшла до режисера раптово і видалася цікавою ще й тому, що такого в серіалі ще ніхто не робив. Режисер також зазначав, що знімати кожну нову серію цікаво і важко й легше не стає. Оскільки кожна серія це окрема історія.

## Показ і відгуки
«The Lost Art of Forehead Sweat» отримав вельми схвальні відгуки критиків. На сайті «Rotten Tomatoes» його схвалення становить 100 % із середнім рейтингом 9,34 з 10 на основі 10 відгуків.
Під час початкової трансляції в США 24 січня 2018 року епізод отримав 3,87 мільйона глядачів — що трохи менше, ніж попереднього тижня, коли було 3,95 мільйона глядачів. З урахуванням рейтингів «Live +7» за тиждень 22-28 січня його подивилися 5,62 мільйона глядачів.
Станом на вересень 2022 року на сайті «IMDb» серія отримала 8.2 бала підтримки з можливих 10 при 4093 голосах користувачів. Оглядач Мет Фаулер для «IGN» писав так: «Вигадливн і легкозасвоюване „Втрачене мистецтво поту на чолі“, можливо, містило кілька елементів циклу новин, які не старіють. Це було витончено, але в цілому це було майстерне та любовне відтворення серіалу з веселими виступами обох Андерсонів. і Духовни.».
В огляді «IndieWire» зазначено так: «З одного боку, технічно це один із найкращих епізодів сезону. З іншого боку, якщо оцінити зблизька, фактичний сюжет настільки незначний, що весь епізод не витримає після перегляду — йому бракує глибини та резонансу, які могли б. Незважаючи на те, що дивитися його неймовірно цікаво, йому бракує змісту, необхідного для глибокого аналізу, окрім основних тем, зокрема небезпеки ностальгії. Дарін Морган зняв неймовірно насичену телевізійну серію, але через відсутність справжньої сюжетної лінії все, що ми можемо сказати, це те, що вона нам сподобалася. Назвіть це ефектом Мандели. Коли ми вперше дивилися це, ми думали, що тут є набагато більше. Можливо, більше не дивитись.». Оглядач Кріс Лонго Den of Geek «„Втрачене мистецтво“ — це чудово виконаний епізод, що викликає сміх, і ідеально підібраний акторський склад. І знову „Секретні матеріали“ мають щось значуще сказати про світ. Як це зазвичай буває, це ефективніше, коли на це дивитися через призму комедії. .»

## Знімалися
| Актор             | Роль           |
| ----------------- | -------------- |
| Девід Духовни     | Фокс Малдер    |
| Джилліан Андерсон | Дейна Скаллі   |
| Мітч Піледжі      | Волтер Скіннер |